# Aoi Miyazaki
Aoi Miyazaki (宮崎あおい) (Tòquio, 30 de novembre de 1985) és una actriu japonesa.

## Cinema
- 1999: One Summer's Day (Ano natsu no hi), de Nobuhiko Obayashi
- 2000: sWinG maN, de Tetsu Maeda
- 2000: Eureka, de Shinji Aoyama
- 2001: Harmful Insect (Gaichū), d'Akihiko Shiota
- 2001: Pakodate-jin, de Tetsu Maeda
- 2002: Tomie: The Final Chapter - Forbidden Fruit (Tomie: Saishū-shō ~ Kindan no kajitsu ~), de Shun Nakahara
- 2003: Lovers' kiss, de Ataru Oikawa. Gener 2003
- 2004: Loved Gun (Rabudo gan), de Kensaku Watanabe
- 2004: A Blue Automobile (Aoi kuruma), de Hiroshi Okuhara
- 2004: Riyuu, de Nobuhiko Obayashi
- 2004: amoretto
- 2005: Inu no eiga
- 2005: Nana, de Kentaro Otani
- 2006: Gimme Heaven, Gener 2006
- 2006: Eli, Eli, lema sabachtani?, de Shinji Aoyama, 28 gener 2006
- 2006: Su-ki-da,, d'Hiroshi Ishikawa Febrer 2006
- 2006: Hatsukoi, de Yukinari Hanawa, Juny 2006
- 2006: Heavenly Forest (Tada kimi wo aishiteru) Octubre 2006
- 2006: Umi deno hanashi.
- 2007: Tokyo Tower ~ Okan to, boku to, tokidoki oton ~
- 2007: Virgin Snow (amb Lee Jun Ki)
- 2007: Sad Vacation , de Shinji Aoyama
- 2008: Kage hinata ni saku
- 2008: Habu to genkotsu
- 2008: Yami no kodomotachi
- 2009: Shōnen Merikensack
- 2009: Tsurugidake ~Ten no ki~, de Daisaku Kimura
- 2010: Solanin

## TV
- 1999: Genroku ryoran (NHK)
- 2000: Hatachi no kekkon (TBS)
- 2000: GirL (NTV)
- 2000: Himitsu Club o-daiba.com (Fuji TV)
- 2000: Kabushiki Gaisha o-daiba.com (Fuji TV)
- 2001: R-17 (TV Asahi)
- 2001: Furê furê jinsei! (NTV)
- 2001: Ao to shiro de mizuiro (NTV)
- 2002: Shiawase no Shippo (TBS)
- 2002: Keitai deka Zenigata Ai (BS-i)
- 2002: North Point Port Town (HBC)
- 2004: Chotto Matte, Kamisama (NHK)
- 2004: Riyuu (NTV)
- 2006: Junjou Kirari (NHK)
- 2008: Atsuhime (NHK)

## Animes
- 2003: Someday's Dreamers (Mahō tsukai ni taisetsu na koto), de Masami Shimoda
- 2006: Origine (Gin-iro no kami no Agito), de Keiichi Sugiyama

## Premis
- Premi a la millor actriu debutant als Japanese Professional Movie Awards 2002 per Eureka.
- Premi a la millor actriu al Festival international du film de Cinemanila 2002 per Harmful Insect.